# Platyderus languidus
Platyderus languidus is een keversoort uit de familie van de loopkevers (Carabidae). De wetenschappelijke naam van de soort is voor het eerst geldig gepubliceerd in 1855 door Reiche & Saulcy.